# Chagrin Falls
Chagrin Falls é uma aldeia localizada no estado norte-americano do Ohio, no Condado de Cuyahoga.

## Demografia
Segundo o censo norte-americano de 2000, a sua população era de 4024 habitantes.
Em 2006, foi estimada uma população de 3739, um decréscimo de 285 (-7.1%).

## Geografia
De acordo com o United States Census Bureau tem uma área de 5,5 km², dos quais 5,4 km² cobertos por terra e 0,1 km² cobertos por água. Chagrin Falls localiza-se a aproximadamente 285 m acima do nível do mar.

## Localidades na vizinhança
O diagrama seguinte representa as localidades num raio de 8 km ao redor de Chagrin Falls.